# Аякучо (футбольный клуб)
«Аяку́чо» (исп. Ayacucho Fútbol Club) — перуанский футбольный клуб из города Аякучо. В настоящий момент выступает в Примере, сильнейшем дивизионе страны.

## История

Эмблема «Инти Гас Депортес» в 2009—2013 гг.

Команда была основана 27 июля 1972 года, в пригороде Лимы под именем «Олимпико Сан-Луис», в 2000 году изменила название на «Олимпико Сомомос Перу», в 2006 году клуб вновь изменил название на «Олимпико Аурора Мирафлорес». В 2007 году клуб переехал в город Икитос и в очередной раз сменил название на «Реал Лорето». Уже на следующий год команда предприняла очередной переезд, на этот раз в город Аякучо и в вновь сменила название, получив название «Инти Гас Депортес». «Инти Гас» — это название главного спонсора команды, одной из газовых компаний Перу.
В Примере Перу клуб дебютировал в 2009 году и занял по итогам чемпионата 7-е место, остановившись в шаге от завоевания права играть в Южноамериканском кубке. На следующий сезон «Инти Гас Депортес» занял 9-е место, а в 2011 году вновь стал 7-м, но на этот раз этот результат дал право клубу принять участие в Южноамериканском кубке 2012. В 2012 и 2013 гг. команда неизменно финишировала седьмой в чемпионате Перу.
В конце сезона 2014 года, а именно 17 декабря, президент Роландо Бельидо Аэдо объявил о смене названия клуба на ФК «Аякучо». Это было сделано с целью улучшения восприятия команды, являющейся представителем своего региона в перуанском футболе. Юридически смена названия была оформлена 5 января 2015 года.
Домашние матчи команда проводит на стадионе «Сьюдад де Кумана», вмещающем 15 000 зрителей.

## Титулы
- Третий призёр чемпионата Перу (1): 2020
- Вице-чемпион Второго дивизиона Перу (1): 2008

## Участие в южноамериканских кубках
- Кубок Либертадорес (1):
  - 2-й раунд — 2021
- Южноамериканский кубок (4):
  - 1-й раунд — 2012, 2013, 2014, 2022